# Діяшевська сільська рада
Дія́шевська сільська рада (рос. Дияшевский сельский совет) — муніципальне утворення у складі Бакалинського району Башкортостану, Росія. Адміністративний центр — село Діяшево.
Станом на 2002 рік існували Діяшевська сільська рада (село Діяшево, селище Пенькозавода, присілки Михайловка, Нове Азмеєво, Юльтіміровка) та Староазмеєвська сільська рада (село Старе Азмеєво, присілки Галіулінка, Нарат-Чукур, Ніколаєвка).

## Населення
Населення — 1232 особи (2019, 1470 у 2010, 1730 у 2002).

## Склад
До складу поселення входять такі населені пункти:
| Населений пункт        | Населення, осіб (2002) | Населення, осіб (2010) |
| ---------------------- | ---------------------- | ---------------------- |
| Галіуллінка, присілок  | 10                     | 9                      |
| Діяшево, село          | 402                    | 375                    |
| Михайловка, село       | 208                    | 162                    |
| Нарат-Чукур, присілок  | 110                    | 86                     |
| Ніколаєвка, село       | 18                     | 15                     |
| Нове Азмеєво, присілок | 92                     | 77                     |
| Пенькозавода, присілок | 171                    | 129                    |
| Старе Азмеєво, село    | 418                    | 343                    |
| Юльтіміровка, присілок | 301                    | 274                    |